# 田中モトユキ
田中 モトユキ（たなか モトユキ、1972年12月26日 - ）は、山口県長門市出身の漫画家。

## 来歴
1996年、『週刊少年サンデー』主催の新人漫画賞「まんがカレッジ」で高校サッカーを題材とした『コンビ!』が入選、同作が『週刊少年サンデー』1996年10月増刊号に掲載されてデビューした。第40回小学館新人コミック大賞で『カベ!』が入選。以後しばらくは『マガジンSPECIAL』や『週刊少年サンデー』で数作の読切り作品が掲載されていた。
2000年にバレーボール漫画『リベロ革命!!』（週刊少年サンデー）で初の連載開始。守備専門のリベロを務める主人公が弱小高校を牽引する姿を描いた。
2002年に野球漫画『鳳ボンバー』を連載。読み切り作品『鳳BOMBER』の連載化で、プロ野球界のスター選手を父に持つ14歳の天才投手が同じ球団に入団し活躍する姿を描いた。
2005年に再び野球漫画の『最強!都立あおい坂高校野球部』を連載。子供の頃の約束を果たすため弱小野球部に集まった少年たちが甲子園を目指す姿を描き、2008年に同作で第32回講談社漫画賞少年部門を受賞した。
2011年からサッカー漫画『BE BLUES!〜青になれ〜』を連載。再起不能の大怪我を負った天才サッカー少年の復活と活躍を描き、2015年に同作で第32回小学館漫画賞少年向け部門を受賞した。

## 作品リスト

### 連載
- リベロ革命!!（『週刊少年サンデー』2000年4・5合併号 - 2002年18号、全13巻）
- 鳳ボンバー（『週刊少年サンデー』2002年23号 - 2003年21・22合併号、全5巻）
- 最強!都立あおい坂高校野球部（『週刊少年サンデー』2005年6号 - 2010年20号、全26巻）
- BE BLUES!〜青になれ〜（『週刊少年サンデー』2011年9号[6] - 2022年46号[9]、全49巻）

### 読切
- コンビ!（『週刊少年サンデー』1996年10月増刊号[2]）
- 木村公宣物語（『週刊少年サンデー』1998年10号 - 11号[10]）
- リベロ革命!!特別編〜勇気の翼（『週刊少年サンデー超』2000年11月25日号）
- 鳳BOMBER（『週刊少年サンデー』2001年50号[11]）
- ヤンチア（『週刊少年サンデー超』2003年12月25日号）
- 香川真司物語 〜無になれ〜（『週刊少年サンデー』2012年12号[12]）

### その他
- テレビドラマ『重版出来!』（2016年、TBS系） - 漫画編集部が舞台のストーリーである。劇中で使用されたサッカー漫画『KICKS』（大塚シュート）の原稿を提供[13][14]。

## 関連人物

### 師匠
- 曽田正人

### アシスタント
- モリタイシ
- 新井隆広